# Abatetia robusta
Abatetia robusta är en tvåvingeart som först beskrevs av Octave Parent 1933.  Abatetia robusta ingår i släktet Abatetia och familjen styltflugor. Inga underarter finns listade i Catalogue of Life.